# Бафиа
Бафиа (на френски: Bafia) е град в Камерун, намиращ се на 85 мили северно от столицата Яунде.
Населението на града е 47 471 души (2005 г.), което прави Бафиа третият най-голям град в Камерун след Яунде и Мбалмайо. Повечето от жителите на града принадлежат към племената бафиа и ямбаса.